# Trześniewski
Das Trześniewski [ʈ͡ʂɛɕˈɲɛfskʲi] ist eine Wiener Restaurantkette, die hauptsächlich Brötchen (Canapés), Aufstriche und Desserts serviert. Die Firmenzentrale und Produktionsstätte befindet sich seit Herbst 2007 in der Karl-Tornay-Gasse 34 im 23. Bezirk.

## Geschichte

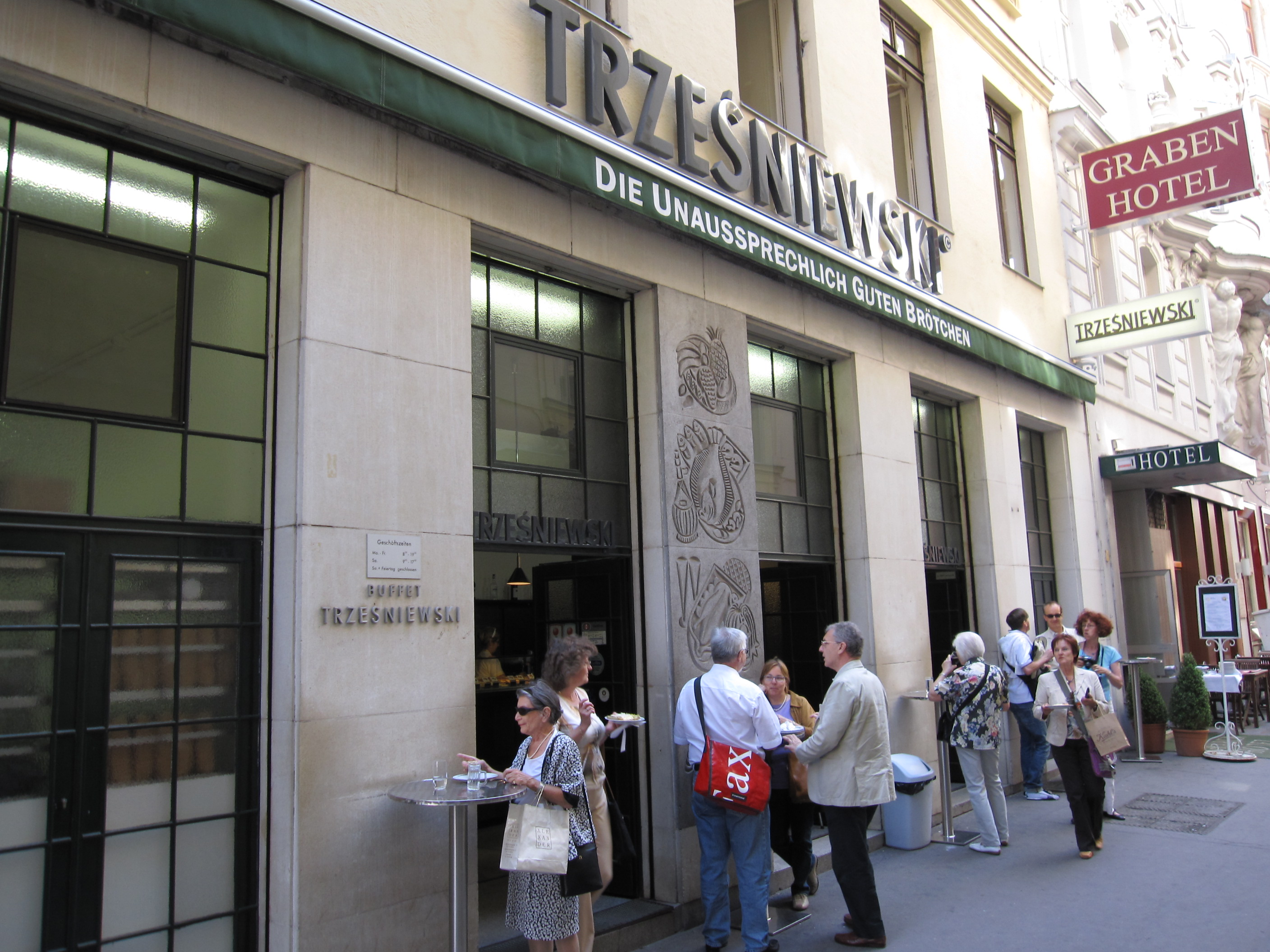
Trześniewski in der Dorotheergasse in Wien

1902 eröffnete der aus Krakau stammende Franciszek Trześniewski (* 3. August 1878; † 13. November 1949) einen Imbiss am Tiefen Graben im 1. Bezirk. Er übersiedelte später in die Dorotheergasse 1, schräg gegenüber dem Café Hawelka. Der Erste Weltkrieg und der Zusammenbruch der Monarchie brachten dem Unternehmen schwere Zeiten. Trześniewski verkleinerte die Portionen, um das Geschäft am Laufen zu halten. Um 1939 übernahm seine Tochter Maria den Betrieb und schaffte es, nach dem Zweiten Weltkrieg den Laden zu einem beliebten Treffpunkt zu machen. Sie führte auch ein Paketgeschäft ein, das es Kunden erlaubte, die Brötchen mit nach Hause zu nehmen. Sie führte das Unternehmen bis 1978.
Aktuell steht die am 28. November 1980 gegründete Trzesniewski Demmer Handelsges.m.b.H. zu 100 % im Eigentum des geschäftsführenden Gesellschafters Andrew Demmer. Operativ geführt wird die Marke Trzesniewski von der Demmer GmbH, zu der auch das 1981 von Andrew Demmer gegründete Demmers Teehaus und das ebenfalls von ihm gegründete Möbeldepot (Verkauf antiker asiatischer Möbel) gehören.

## Produkte und Standorte

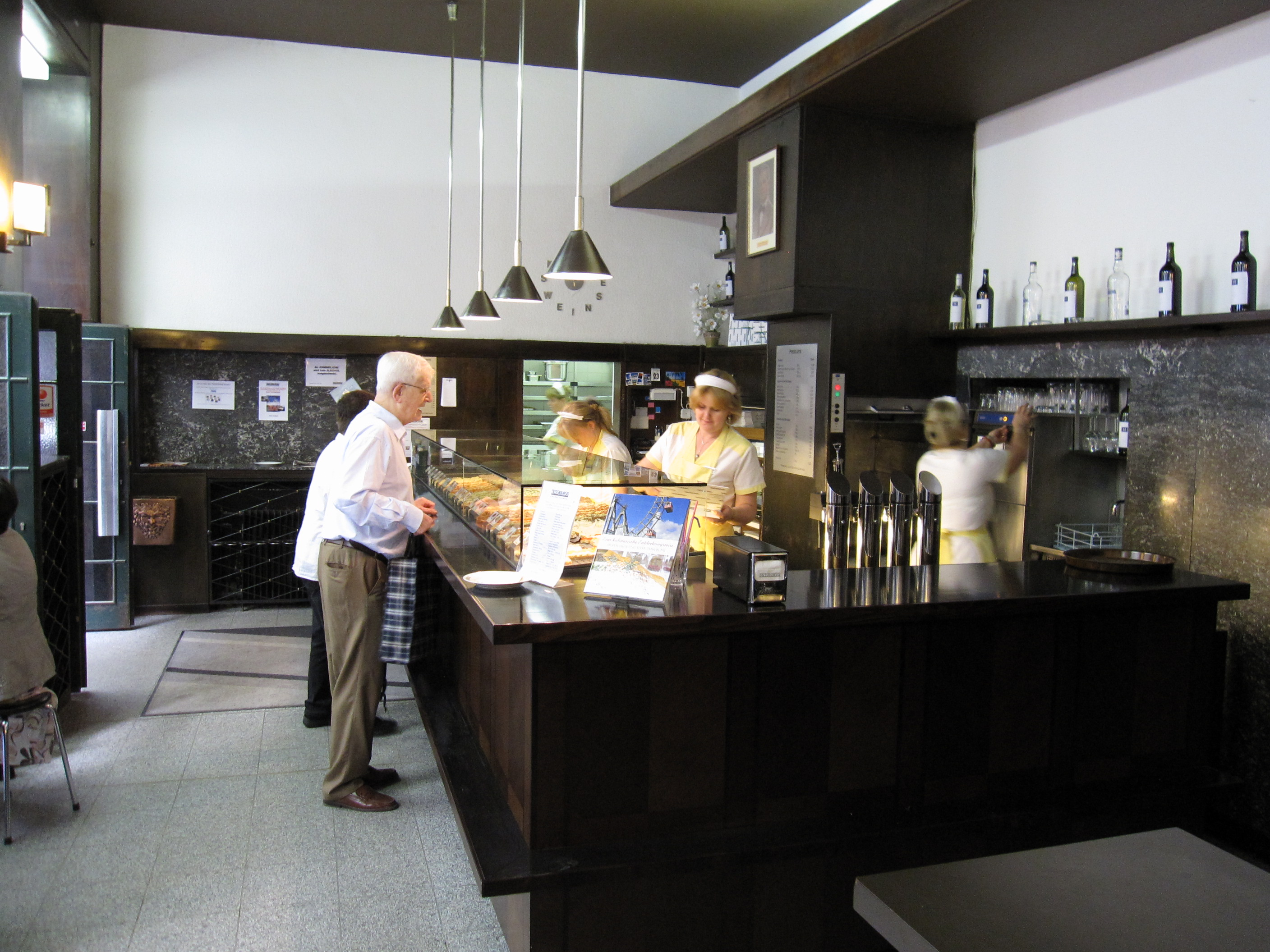
Im Trześniewski in der Dorotheergasse

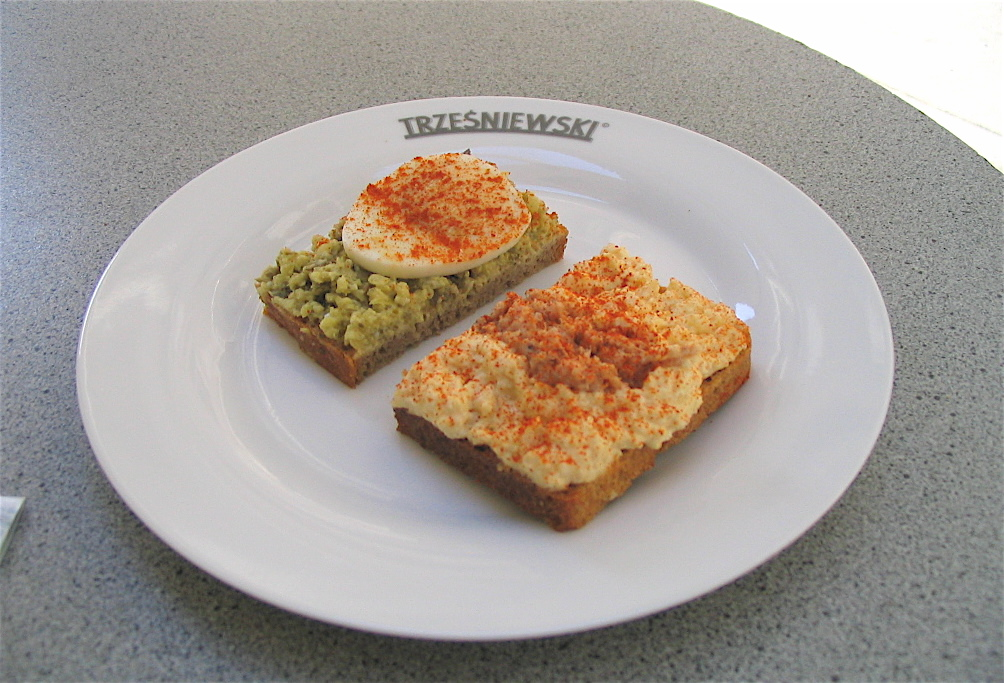
Brötchen beim Trześniewski

Das Unternehmen verarbeitet pro Tag ungefähr 600 Kilogramm Schwarzbrot und 1000 Kilogramm Aufstrich. Pro Jahr werden etwa viereinhalb Millionen Brötchen unter der Verwendung von eineinhalb Millionen Eiern verkauft. 18 der 22 Aufstrichsorten (Stand September 2009) sind seit den Anfängen des Unternehmens im Programm. Die Rezepte für die Aufstriche sind geheim. Die beliebtesten Sorten sind Speck mit Ei, Matjes mit Zwiebel und Geflügelleber. Für die Fußball-Europameisterschaft 2008 wurden Brötchen mit Aufstrichen in den österreichischen Landesfarben rot-weiß-rot entwickelt. Das Rot wurde mit einem Peppadew-, das Weiß mit Kren-Gervais-Aufstrich erzeugt. Diese Brötchen fanden bei den Kunden derart Anklang, dass sie im ständigen Angebot geblieben sind. In den Lokalen wird unter anderem der „Pfiff“ serviert, der – von der Maßeinheit Pfiff abweichend – einem Achtel Liter Bier entspricht.
Trześniewski-Filialen gibt es in sieben Wiener Bezirken und in der SCS, die Marke genießt eine hohe Wiedererkennungsrate unter den Wienern und ist quasi eine Institution. Die schwarz-weißen Werbe-Cartoons mit den Strichmännchen und dem Slogan „Trześniewski – Die unaussprechlich guten Brötchen“ wurden vom Illustrator Tex Rubinowitz gezeichnet. Dabei wird auf humoristische Weise das Problem thematisiert, den Namen Trześniewski nur anhand der Schreibweise korrekt auszusprechen, „Tschesnjewski“ mit stummem „r“, was an ein „Hatschi“ erinnert.
Trześniewski arbeitet mit der Konditoreikette Aida im Verkauf von Süßigkeiten zusammen. Es gibt auch einen Catering-Service für Firmenfeiern, Hochzeiten oder Geburtstage.